# 鎌倉有那
鎌倉有那（日语：鎌倉 有那，9月30日—），日本女性配音員。出身於東京都。身高162cm。

## 人物簡介
日本播音演技研究所畢業，ARISE PROJECT所屬（2016年6月1日起）。興趣：攝影、作菓子、插圖。特長：古典芭蕾舞。

## 演出作品
※粗體字表示說明飾演的主要角色。

### 電視動畫
2016年
- LoveLive！Sunshine!!（2016～2017，女學生）2系列

2017年
- 遊☆戲☆王VRAINS（2017～2019，別所艾瑪／魅影嬌娃[2]）
- 半獸人的煩惱（御魂真奈美[3]）

2018年
- 學園奶爸（猿渡由加里）
- 童話魔法使（2018～2019，瑪哈卡莉[4]）

2019年
- 異世界超能魔術師（瑪莉葉）

2020年
- 淘氣貓2020：家有圓圓？！～我家的圓圓你知道嗎～（女性A）
- 貓貓日本史（2020～2021，光明子 等）
- 球詠（女教師、一壘裁判、山池、廣播、觀眾）
- 遊☆戲☆王SEVENS（2020～2021，七星蘭世[5]、部員[6]）
- 黑色五葉草（薩曼莎·克拉維茲、塞蕾娜）
- 無能力者娜娜（空野風子[7]）

2021年
- SD鋼彈世界 群英集（克麗奧佩托拉丘貝雷）
- EDENS ZERO 伊甸星原（冒険者、宮子、導航的聲音）
- 月光下的異世界之旅（露易莎、半獸人三）
- 緋紅結繫（市民、兵士）

2022年
- 佐佐木與宮野（佐佐木慧子）
- 轉生賢者的異世界生活～取得第二職業，成為世界最強～（蒂娜）
- 遊戲王GO RUSH（七星蘭蘭）
- Extreme Hearts（裁判、場內廣播）
- 不道德公會（哈娜芭妲·諾金斯[8]）
- 轉生就是劍（女性店主、ルベリー）

2023年
- EDENS ZERO 伊甸星原（第2期）（人們）
- 魔術士歐菲 流浪之旅 聖域篇（イールギット[9]）

2025年
- 遲早是最強的鍊金術師？（天使）
- 中年大叔轉生反派千金（嘉涅特[10]）
- 和雨·和你（美美[11]）

### 網路動畫
2016年
- 手紙 ～道途中～[12]
  - 一通手紙「雨上朝」（華）
  - 六通手紙（鶯嬢）
  - 七通手紙

2020年
- 魔神英雄傳 七魂的龍神丸（伊兹）

### 遊戲
2016年
- 秋葉原脫物語Festa！（紺野結良）
- 足球魂
- MOBIUS FINAL FANTASY

2018年
- 永恆冒險for kakao（克萊奧）

2019年
- 陸行鳥不可思議的迷宮忘卻時間迷宮（日语：チョコボの不思議なダンジョン 時忘れの迷宮）（梅爾[13]）
- 最終幻想XIV：漆黑的反叛者（缇坦妮雅）

### 廣播劇CD
- 三坪房間的侵略者!? 白銀公主與藍騎士 第二章後篇（2016年）

### 其它
- 我家的夏祭2015（FRESH夏祭隊[14][15]）

2025年
- Fate/Grand Order「Flashback Ordeal Call -Alterego-」（塞蕾雪拉·艾尔隆）

## 腳註

## 外部連結
- ARISE PROJECT公式官網的聲優簡介 （日語）